# Cadre-47/2-Europameisterschaft der Junioren 1986/87
Die Cadre-47/2-Europameisterschaft der Junioren 1987 war das 11. Turnier in dieser Disziplin des Karambolagebillards und fand vom 30. April bis zum 3. Mai 1987 in Boussu statt. Die Meisterschaft zählte zur Saison 1986/87.

Logo CEB (ausrichtender Verband)

## Geschichte
Ungeschlagen gewann der Belgier Frédéric Caudron in Boussu den Junioren-Titel im Cadre 47/2. Mit nur einer Niederlage in 2 Aufnahmen gegen Caudron wurde Fabian Blondeel Zweiter. Er verbesserte den Europarekord im Generaldurchschnitt auf 67,55. Platz drei belegte der Wiener  Stephan Horvath.

## Modus
Gespielt wurde in einer Finalrunde „Jeder gegen Jeden“ bis 200 Punkte.
1. MP = Matchpunkte
2. GD = Generaldurchschnitt
3. HS = Höchstserie

## Abschlusstabelle
| Platz                      | Name             | MP   | Pkte | Aufn. | GD    | BED    | HS  |
| -------------------------- | ---------------- | ---- | ---- | ----- | ----- | ------ | --- |
| 1                          | Frédéric Caudron | 14:0 | 1400 | 34    | 41,17 | 100,00 | 172 |
| 2                          | Fabian Blondeel  | 12:2 | 1351 | 20    | 67,55 | 100,00 | 200 |
| 3                          | Stephan Horvath  | 8:6  | 1103 | 41    | 26,90 | 40,00  | 167 |
| 4                          | Alain Remond     | 8:6  | 982  | 51    | 19,25 | 66,66  | 178 |
| 5                          | Henri Tilleman   | 6:8  | 923  | 47    | 19,63 | 40,00  | 95  |
| 6                          | Dion Tsokandas   | 6:8  | 962  | 62    | 15,51 | 25,00  | 77  |
| 7                          | Daniel Nielsen   | 2:12 | 650  | 73    | 8,90  | 12,50  | 71  |
| 8                          | Patrick Mousel   | 0:14 | 237  | 64    | 3,70  | -      | 23  |
| Turnierdurchschnitt: 19,40 |                  |      |      |       |       |        |     |